# Énergie éolienne au Maroc
 (mai 2024).
La mise en forme du texte ne suit pas les recommandations de Wikipédia : il faut le « wikifier ».
Les points d'amélioration suivants sont les cas les plus fréquents. Le détail des points à revoir est peut-être précisé sur la page de discussion.
- Les titres sont pré-formatés par le logiciel. Ils ne sont ni en capitales, ni en gras.
- Le texte ne doit pas être écrit en capitales (les noms de famille non plus), ni en gras, ni en italique, ni en « petit »…
- Le gras n'est utilisé que pour surligner le titre de l'article dans l'introduction, une seule fois.
- L'italique est rarement utilisé : mots en langue étrangère, titres d'œuvres, noms de bateaux, etc.
- Les citations ne sont pas en italique mais en corps de texte normal. Elles sont entourées par des guillemets français : « et ».
- Les listes à puces sont à éviter, des paragraphes rédigés étant largement préférés. Les tableaux sont à réserver à la présentation de données structurées (résultats, etc.).
- Les appels de note de bas de page (petits chiffres en exposant, introduits par l'outil «  Source ») sont à placer entre la fin de phrase et le point final[comme ça].
- Les liens internes (vers d'autres articles de Wikipédia) sont à choisir avec parcimonie. Créez des liens vers des articles approfondissant le sujet. Les termes génériques sans rapport avec le sujet sont à éviter, ainsi que les répétitions de liens vers un même terme.
- Les liens externes sont à placer uniquement dans une section « Liens externes », à la fin de l'article. Ces liens sont à choisir avec parcimonie suivant les règles définies. Si un lien sert de source à l'article, son insertion dans le texte est à faire par les notes de bas de page.
- La présentation des références doit suivre les conventions bibliographiques. Il est recommandé d'utiliser les modèles {{Ouvrage}}, {{Chapitre}}, {{Article}}, {{Lien web}} et/ou {{Bibliographie}}. Le mode d'édition visuel peut mettre en forme automatiquement les références.
- Insérer une infobox (cadre d'informations à droite) n'est pas obligatoire pour parachever la mise en page.

Pour une aide détaillée, merci de consulter Aide:Wikification.
Si vous pensez que ces points ont été résolus, vous pouvez retirer ce bandeau et améliorer la mise en forme d'un autre article.
 (mai 2024).
 (mai 2024).
Le Maroc mise depuis des décennies sur les énergies renouvelables, notamment l’énergie éolienne, pour réduire sa dépendance aux énergies fossiles et protéger la planète. En 2009, le Royaume a adopté une stratégie énergétique visant à augmenter la part des énergies renouvelables à 52% d’ici 2030.
Le "Plan climat national 2030" illustre cet engagement, aligné avec l’accord de Paris. Said Chakri, expert en environnement, souligne que ces efforts ont diminué la dépendance énergétique qui était de 97% il y a dix ans.
Des parcs éoliens ont été installés à travers le Maroc, notamment près du détroit de Gibraltar, à Essaouira, Safi, Oualidia, Laâyoune, Tarfaya, et dans les montagnes de l’Atlas. En 2018, la capacité éolienne installée atteignait 1.220 MW, représentant 11% de la capacité électrique totale.
Le Programme éolien intégré 850 MW, incluant des parcs à Midelt, Boujdour, Jbel Lahdid, et Tiskrad à Tarfaya, est en cours et devrait économiser 2 380 000 tonnes de CO2 par an. Une usine de pales d’éoliennes de Siemens Gamesa à Tanger, avec une capacité annuelle de 600 unités, soutient cette industrie.

## Histoire
Après le deuxième choc pétrolier, le Maroc, comme de nombreux pays à faibles ressources énergétiques conventionnelles, s’est tourné vers les énergies renouvelables. En 1982, le Maroc a créé le Centre de Développement des Énergies Renouvelables (CDER) sous la tutelle du Ministère de l’Énergie et des Mines, intégrant ainsi les énergies renouvelables dans sa politique énergétique nationale.
Après des phases de prospection et de développement de projets pilotes, les énergies renouvelables ont été adoptées dans les programmes nationaux, notamment pour l’électrification rurale et l’approvisionnement en eau potable via le photovoltaïque, ainsi que par la mise en œuvre de parcs éoliens et de centrales thermosolaires.
L’un des principaux atouts du Maroc pour l’énergie éolienne est son riche potentiel éolien.

## Projets

### Programme Éolien Intégré - 850 MW
Le Programme Éolien Intégré 850 MW fait partie de la stratégie énergétique nationale visant à porter la capacité des énergies renouvelables à 52% de la capacité électrique totale installée d’ici 2030. Ce programme inclut le développement, le financement, la construction, l’exploitation et la maintenance de 850 MW répartis sur quatre parcs éoliens : Midelt (210 MW), Boujdour (300 MW), Tiskrad (100 MW) et Jbel Lahdid (270 MW).
Parc Éolien de Midelt - 210 MW : Situé à environ 8 km au nord-est de Midelt, ce parc couvre une superficie d’environ 2300 hectares. En 2021, il a commencé son exploitation et a produit environ 521,831 GWh en 2022.
Projet Éolien de Boujdour - 300 MW : La construction de ce parc a débuté en juillet 2020. À la fin de 2022, les travaux étaient achevés à plus de 90%. Ce projet comprend également la construction d’un poste stratégique d’évacuation d’électricité en 225/400 kV pour renforcer le réseau électrique au sud du Maroc.
Projet Éolien de Jbel Lahdid - 270 MW : En phase finale de développement fin 2022, ce projet a sécurisé plus de 92% du foncier nécessaire et les travaux de construction étaient avancés à environ 30%.
Projet Éolien de Taza - 87 MW : Situé à environ 15 km au nord-ouest de Taza, ce parc est la première phase du Programme Intégré de l'Énergie Éolienne de 1000 MW. Composé de 27 éoliennes, il a été mis en service en mai 2022.

### Parc éolien de Tarfaya (300 MW)
Le parc éolien de Tarfaya, avec une puissance installée de 300 MW, produit environ 1084 GWh par an. La Société de Projet est responsable du financement, de la conception, de la construction, de la mise en service, de l'exploitation et de la maintenance du parc, ainsi que de la vente de l'électricité produite à l'ONEE dans le cadre d'un contrat d'achat d'électricité (PPA) de 20 ans. À l’expiration ou en cas de résiliation anticipée du contrat, le parc et le terrain seront restitués à l'ONEE.
Caractéristiques énergétiques du projet :
| Caractéristique     | Détail                  |
| ------------------- | ----------------------- |
| Puissance installée | 300 MW                  |
| Production annuelle | 1084 GWh                |
| Localisation        | 30 km au sud de Tarfaya |
| CO2 évité           | 790 000 tonnes par an   |

Coût du projet : Le coût total du projet s’élève à 5 600 millions de dirhams.
État d’avancement du projet : Le parc éolien est opérationnel depuis 2014, date de mise en service de la capacité totale.